# Lulu Wang (cineasta)
Lulu Wang (en chino, 王子逸; pinyin, Wáng Zǐyì; 25 de febrero de 1983) es una cineasta china, reconocida principalmente por dirigir las películas Posthumous (2014) y The Farewell (2019). También ha dirigido, escrito y producido varios cortometrajes, documentales y vídeos musicales.

## Filmografía

### Cine y series web
| Título                            | Año  | Papel                            |
| --------------------------------- | ---- | -------------------------------- |
| Pisces (corto)                    | 2005 | Productora, directora, escritora |
| Fishing the Gulf (documental)     | 2006 | Directora                        |
| Can-Can (corto)                   | 2007 | Productora, directora, escritora |
| Nobody Told Me (vídeoclip)        | 2011 | Directora                        |
| Burke and Herb (serie web)        | 2011 | Directora                        |
| Posthumous                        | 2014 | Directora, escritora             |
| Still and Always Will (vídeoclip) | 2014 | Directora                        |
| Touch (corto)                     | 2015 | Directora, escritora             |
| The Farewell                      | 2019 | Productora, directora, escritora |